# Pozuelo del Páramo
Pozuelo del Páramo – gmina w Hiszpanii, w prowincji León, w Kastylii i León, o powierzchni 36,23 km². W 2011 roku gmina liczyła 519 mieszkańców.